# The Fool on the Hill
The Fool on the Hill (De dwaas op de heuvel) is een nummer van The Beatles. Het is geschreven door Paul McCartney, maar staat, zoals gebruikelijk, op naam van Lennon-McCartney. Paul McCartney nam ook de zang voor zijn rekening toen het liedje in 1967 werd opgenomen. Het nummer kwam zowel op de (Britse) ep als de (Amerikaanse) lp Magical Mystery Tour terecht en werd gebruikt in de gelijknamige film. De opnamen van het landschap waarin de dwaas ronddwaalt, zijn gemaakt in de buurt van Nice, in het zuiden van Frankrijk.

## Achtergrond
Het nummer gaat over een dwaas die op een heuvel observeert wat er om hem heen gebeurt, maar met niemand contact krijgt. Per slot van rekening is hij alleen maar een dwaas, die anderen toch niet begrijpt. Omgekeerd weet hij zelf dat de anderen de dwazen zijn, dus naar hen luisteren heeft toch geen zin. Aan zijn biograaf Barry Miles vertelde Paul ooit dat hij bij het schrijven van het nummer dacht aan de Maharishi Mahesh Yogi, een goeroe die in die tijd veel indruk had gemaakt op The Beatles. De Maharishi werd door zijn tegenstanders uitgemaakt voor een dwaas, maar in de ogen van The Beatles was hij (toen althans) een wijs man.
De directe aanleiding voor het lied was een curieuze ontmoeting die Paul had toen hij met zijn hond Martha en zijn vriend Alistair Taylor een wandeling maakte in het park van Primrose Hill. Uit het niets dook ineens een man op, die even kort een praatje maakte over het fraaie uitzicht over Londen vanaf de heuvel. Paul keek even om naar zijn hond - en toen bleek de man ineens weer verdwenen te zijn. Taylor maakte later gewag van de gebeurtenis in zijn boek Yesterday.

## De opname
Op 6 september 1967 zong Paul McCartney een demoversie van het nummer in. Op 25 september begonnen de echte opnamen; de dag daarop werden grote stukken van het nummer overgedaan. Zowel de demo van Paul als het resultaat van 25 september staat op het verzamelalbum Anthology 2. Op 27 september voegde Paul nog een deel van de zangpartij toe. Ten slotte werden op 20 oktober 1967 de drie fluiten toegevoegd.
De volledige bezetting was als volgt:
- Paul McCartney, zang, piano, blokfluit, tinwhistle, basgitaar (Rickenbacker 4001).
- John Lennon, mondharmonica, mondharp, akoestische gitaar.
- George Harrison, akoestische gitaar (Gibson J-160E), mondharmonica.
- Ringo Starr, drums, tingsha’s, maraca's.
- Christopher Taylor, Richard Taylor en Jack Ellory, dwarsfluit.

## NPO Radio 2 Top 2000
| Nummer met noteringen in de NPO Radio 2 Top 2000 | '99 | '00 | '01 | '02 | '03 | '04 | '05 | '06 | '07 | '08 | '09 | '10 | '11 | '12 | '13 | '14 | '15 | '16 | '17 | '18 | '19 | '20 | '21  | '22  | '23  | '24  |
| ------------------------------------------------ | --- | --- | --- | --- | --- | --- | --- | --- | --- | --- | --- | --- | --- | --- | --- | --- | --- | --- | --- | --- | --- | --- | ---- | ---- | ---- | ---- |
| The Fool on the Hill                             | 168 | 190 | 294 | 137 | 199 | 209 | 196 | 203 | 189 | 183 | 256 | 221 | 291 | 389 | 510 | 487 | 550 | 798 | 715 | 730 | 857 | 890 | 1002 | 1096 | 1028 | 1340 |

1. ↑  Een vetgedrukt getal geeft de hoogste notering aan.

## Coverversies
- The Beatles waren gestopt met live-optredens toen het nummer werd opgenomen, dus hebben ze het zelf nooit live uitgevoerd. Later speelde Paul McCartney het nummer wel live met zijn band Wings. Uitvoeringen staan op de albums Tripping the Live Fantastic en Back in the U.S.
- Sérgio Mendes nam het nummer in 1968 op als single en maakte ook een lp die zo heette. De single haalde de zesde plaats in de Billboard Hot 100.
- Een coverversie staat op de lp Local Gentry van Bobbie Gentry uit 1968.
- Eddy Mitchell (de artiestennaam voor de Franse zanger Claude Moine) maakte een Franstalige versie: Le fou sur la colline. Het nummer staat op zijn lp Sept Colts pour Schmoll uit 1968.
- Corry Brokken maakte in 1968 een Duitstalige opname, Der Mann, den ich will, op de melodie van The Fool on the Hill. Het nummer bleef op de plank liggen tot 1995, toen het op een Duitse verzamel-cd Das war ein harter Tag: Beatles-Lieder auf deutsch terechtkwam.[5]
- The Four Tops namen het nummer op voor hun lp The Four Tops Now! uit 1969.
- Petula Clark zette het nummer op haar lp Just Pet uit 1969.
- Het nummer stond op de B-kant van de single Goodnight van Vera Lynn uit 1969. Het staat ook op de dubbel-cd The Singles Collection uit 2007.
- Shirley Bassey bracht het nummer in 1970 uit als single. Het werd een klein hitje in Groot-Brittannië (nummer 48 in de UK Singles Chart).
- Helen Reddy nam het nummer in 1976 op voor de muzikale documentaire All This and World War II.
- Björk nam het nummer in 1977 in het IJslands op (onder de titel Álfur út úr hól) voor haar album Björk.
- In 1981 bracht Sarah Vaughan een album Songs of the Beatles uit met onder andere The Fool on the Hill.
- John Williams zette een versie voor sologitaar op zijn album The Portrait of John Williams uit 1982.
- Een Portugese vertaling onder de naam O tolo na colina (The full on the hill) (de toevoeging in het Engels, inclusief verbastering van het woord ‘Fool’, hoort erbij) staat op het album Por Aquelas que Foram Bem Amadas (‘Voor diegenen die heel geliefd waren’) van de Braziliaanse zanger en gitarist Zé Ramalho uit 1984.
- De Italiaanse zangeres Alice zette het nummer op haar album Elisir uit 1987.
- In 2007 verscheen het nummer op de dubbel-cd Rare & Unreleased Recordings from the Golden Reign of the Queen of Soul van Aretha Franklin. Het nummer was al in 1970 opgenomen voor de lp This Girl's in Love with You, maar daar weggelaten.